# دهنیاله
دهنیاله (به انگلیسی: Dhanyala) یک روستا در پاکستان است که در ناحیه جهلم واقع شده‌است. دهنیاله ۱۴٬۵۰۰ نفر جمعیت دارد و ۲۵۶ متر بالاتر از سطح دریا واقع شده‌است.